# Laimutė Baikauskaitė
Laimutė Baikauskaitė (* 10. Juni 1956 in Gaideliai, Landkreis Šilutė, Sowjetunion) ist eine ehemalige litauische Mittelstreckenläuferin und Olympiazweite.
Baikauskaitė gewann bei den Olympischen Sommerspielen 1988 in Seoul für die Sowjetunion die Silbermedaille im 1500-Meter-Lauf hinter der Rumänin Paula Ivan und vor Tetjana Samolenko-Dorowskych aus der Sowjetunion.